# American Maritime Officers
Die American Maritime Officers (AMO) ist die größte Gewerkschaft der Nautischen Offiziere (Kapitäne) in den Vereinigten Staaten. Sie vertritt alle unter US-amerikanischer Flagge fahrenden Nautischen Offiziere der Handelsmarine und der United States Navy.
AMO bietet seinen Mitgliedern und ihren Familien eine eigene Gesundheitsfürsorge und eine Rentenversicherung.
Mit dem  AMO Safety & Education Programm können sich die Mitglieder im Simulation, Training, Assessment & Research Center in Dania Beach, Florida in verschiedenen Fragen der Seemannschaft fortbilden lassen.